# Aplomya flavisquama
Aplomya flavisquama är en tvåvingeart som först beskrevs av Wulp 1893.  Aplomya flavisquama ingår i släktet Aplomya och familjen parasitflugor. Inga underarter finns listade i Catalogue of Life.